# Бане (Мозел)
Бане (фр. Bannay) насеље је и општина у североисточној Француској у региону Лорена, у департману Мозел која припада префектури Буле Мозел.
По подацима из 2011. године у општини је живело 80 становника, а густина насељености је износила 19,46 становника/km². Општина се простире на површини од 4,11 km². Налази се на средњој надморској висини од 220 метара (максималној 327 m, а минималној 212 m).

## Демографија
| 1962. | 1968. | 1975. | 1982. | 1990. | 1999. | 2011. |
| ----- | ----- | ----- | ----- | ----- | ----- | ----- |
| 59    | 69    | 61    | 72    | 78    | 71    | 80    |

График промене броја становника у току последњих година